# Sabina bonatiana
Sabina bonatiana là một loài thực vật hạt trần trong họ Cupressaceae. Loài này được Vis. Antoine mô tả khoa học đầu tiên năm 1857.